# クレセントラグーン
クレセントラグーン（CRESCENT LAGOON）は、ロシア連邦西部、クラスノダール地方の黒海沿岸海域、ソチ沿岸に造成が計画されている人工島。2014年冬季オリンピックの開催地でもあるソチ近郊の大型リゾート開発計画のひとつである。

## 概要
円弧状の三日月を模った、リゾートゾーン、ホテルゾーン、アイランドヴィラゾーンの三部門からなる8.4ヘクタールの人工島。
尚、この他にもサクラアイランド（SAKURA ISLAND）の建設が予定されている。

## 想定スケジュール
- 2008年－2009年＞造成設計および許認可
- 2010年＞造成工事準備／工事着工、建物設計
- 2011年＞造成工事、建物設計
- 2012年＞建物工事
- 2013年＞建物工事／開業準備予定

## 施設
- ラグジュアリーホテル
- レストラン・スパ施設
- マリーナクラブハウス
- アイランドヴィラ1
- アイランドヴィラ2
- 駐車場

## 関係企業
- ООО ХОМАР（本社ロシア連邦）

## その他のリンク
- CRESCENT LAGOON（クレセントラグーン）